# 85° westerlengte
85° westerlengte (ten opzichte van de nulmeridiaan) is een meridiaan of lengtegraad, onderdeel van een geografische positieaanduiding in bolcoördinaten. De lijn loopt vanaf de Noordpool naar de Noordelijke IJszee, Noord-Amerika, de Golf van Mexico, de Caraïbische Zee, Midden-Amerika, de Grote Oceaan, de Zuidelijke Oceaan en Antarctica en zo naar de Zuidpool.
De meridiaan op 85° westerlengte vormt een grootcirkel met de meridiaan op 95° oosterlengte. De meridiaanlijn beginnend bij de Noordpool en eindigend bij de Zuidpool gaat door de volgende landen, gebieden of zeeën. 
| Land, gebied of zee   | Nauwkeurigere gegevens |
| --------------------- | --- |
| Noordelijke IJszee    | |
| Canada                | Nunavut - Ellesmere Island, Axel Heibergeiland, Ellesmere Island, Devoneiland |
| Parrykanaal           | |
| Canada                | Nunavut - Baffineiland |
| Fury and Hecla Strait | |
| Canada                | Nunavut Melville-schiereiland en Southamptoneiland |
| Hudsonbaai            | |
| Canada                | Ontario |
| Bovenmeer             | |
| Verenigde Staten      | Michigan |
| Michiganmeer          | |
| Verenigde Staten      | Michigan, Indiana, Kentucky, Tennessee, Georgia, Alabama, Georgia, Alabama, Georgia, Florida |
| Golf van Mexico       | |
| Caraïbische Zee       | |
| Honduras              | Colón, Olancho |
| Nicaragua             | Región Autónoma de la Costa Caribe Norte, Jinotega, Región Autónoma de la Costa Caribe Norte, Matagalpa, Región Autónoma de la Costa Caribe Sur, Boaco, Chontales, Río San Juan (dwarst daarin het Meer van Nicaragua) |
| Costa Rica            | Alajuela, Guanacaste, Puntarenas (dwarst daar de Golf van Nicoya) |
| Grote Oceaan          | |
| Zuidelijke Oceaan     | |
| Antarctica            | Antártica, onderdeel van de provincie Antártica Chilena geclaimd door Chili |